# Domenico Sanguigni
Domenico Sanguigni (ur. 27 czerwca 1809 w Terracina, zm. 20 listopada 1882 w Rzymie), włoski duchowny katolicki, dyplomata watykański, kardynał.

## Życiorys
Obronił doktorat obojga praw. Po przyjęciu święceń kapłańskich pracował w dyplomacji watykańskiej, m.in. jako audytor w nuncjaturach w Królestwie Neapolu i Portugalii; był również internuncjuszem w Brazylii. W czerwcu 1874 Pius IX mianował go arcybiskupem tytularnym Tarso i nuncjuszem w Portugalii; sakry biskupiej udzielił mu 23 sierpnia 1874 w Rzymie kardynał Alessandro Franchi.
We wrześniu 1879 Leon XIII wyniósł go do godności kardynalskiej, nadając tytuł prezbitera Santa Pudenziana. Sanguigni zmarł trzy lata później i został pochowany na rzymskim cmentarzu Campo Verano.